# 埃爾特姆的約翰
埃爾特姆的約翰（英語：John of Eltham，1316年8月15日—1336年9月13日），康瓦爾伯爵，英格蘭國王愛德華二世的次子。
1336年，約翰於蘇格蘭的伯斯去世，年僅20歲。